# ローレン・エタメ・マイヤー
ローレン（Lauren）ことラウレアーノ・ビサン・エタメ・マイヤー（Laureano Bisan Etame Mayer, 1977年1月19日 - ）はカメルーンの元サッカー選手。ポジションはディフェンダー。

## 経歴
スペインでプロデビューし、1998年にRCDマヨルカに加入。元スペイン代表のビセンテ・エンゴンガと鉄壁のダブルボランチを構成した。98-99年のカップウィナーズカップ（現在のUEFAカップ）では、決勝でSSラツィオに敗れたものの、準決勝でアーセナルFCを破るなど、マヨルカ旋風の立役者となった。（ちなみに、マヨルカ在籍時代は、『ラウレン』と表記されることが多かった）
2000年夏にアーセナルFCへと移籍。03-04シーズンのリーグ戦無敗優勝等、チームの主力として活躍した。
2007年1月、冬の移籍マーケットでアーセナルFC時代のチームメイト、ソル・キャンベル、ヌワンコ・カヌらがプレーしているポーツマスFCへ移籍した。
カメルーン代表では2002 FIFAワールドカップに出場した。しかし大会後に代表招集を拒否、2004年に再び招集を受け入れるもその後正式に代表引退を表明した。2001年のコンフェデレーションズカップでは、何の予告もなく訪日が遅れ、一部では「ローレン失踪か ?」と報じられた。
2010年3月にスペインのコルドバCFと契約を結んだが、シーズン終了後現役を引退した。

## 人物
父親は赤道ギニアの政治家だった。メイドが働き、大きな家に住んでいた裕福な家庭だったが、1977年に独裁者のマシアス・ンゲマにより、突然父親が政治犯として投獄され、処刑を待つ身になっていた。赤道ギニア軍に所属していた兄の働きで父親は釈放された。父親は既にローレンを妊娠中だった母親と共に国境を越えカメルーンに入国。ローレンはカメルーンで生まれた。かつてスペインの植民地だった赤道ギニアと違い、カメルーンではフランス語で話す必要があったため、家族は数年でスペインのマドリードへ引越し、セビリアへ移り住んだ。

## 代表歴

### 出場大会
- カメルーン代表
  - 1998 FIFAワールドカップ
  - 2002 FIFAワールドカップ

### 試合数
- 国際Aマッチ 24試合 1得点（1997年-2002年）[2]

| カメルーン代表 | 国際Aマッチ | 国際Aマッチ |
| 年             | 出場        | 得点        |
| -------------- | ----------- | ----------- |
| 1997           | 1           | 0           |
| 1998           | 1           | 0           |
| 1999           | 2           | 0           |
| 2000           | 6           | 0           |
| 2001           | 4           | 1           |
| 2002           | 10          | 0           |
| 通算           | 24          | 1           |